# Johann Christian Koppe (Bürgermeister)
Johann Christian Sigismund Koppe (* 22. August 1714 in Jüdenberg; † 24. Dezember 1793 in Rostock) war ein deutscher Buchhändler, Herausgeber, Verleger und von 1784 bis 1793 Bürgermeister von Rostock. 

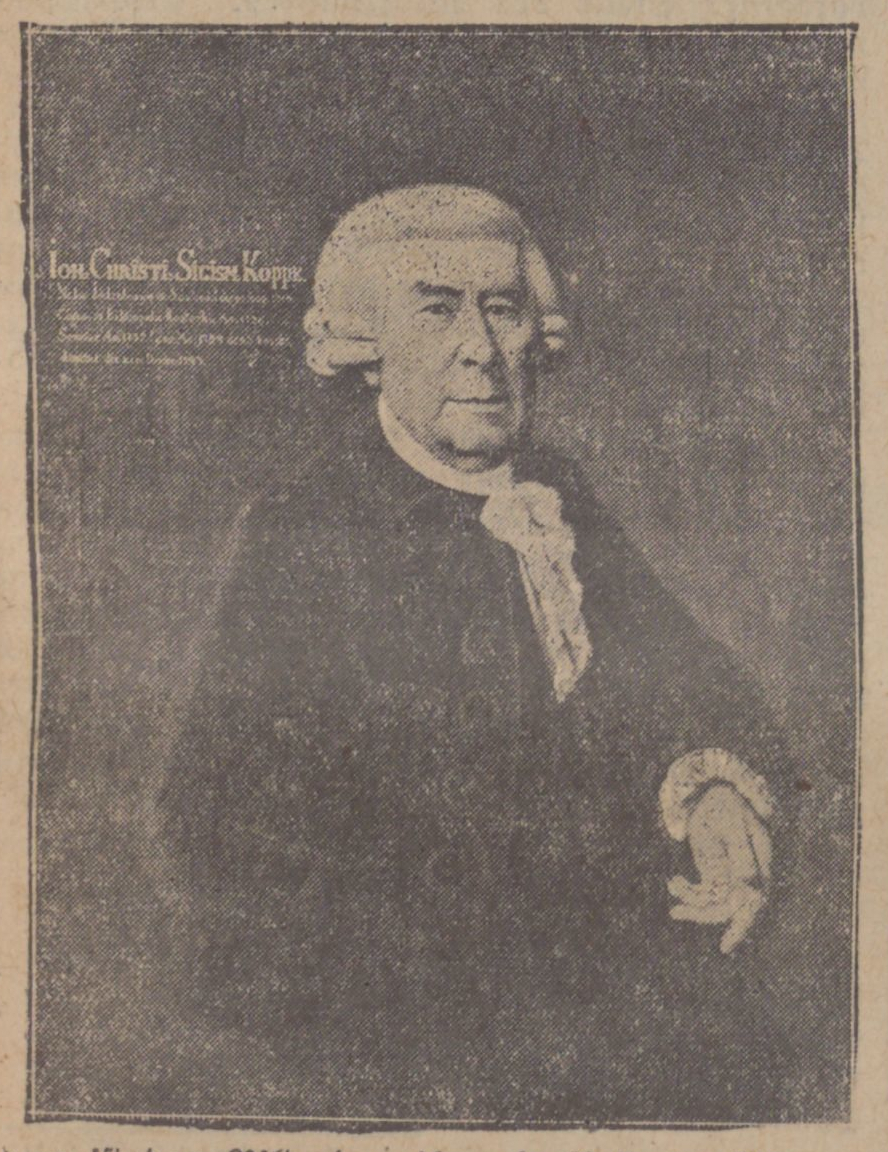
Mecklenburger Zeitung 1933, Nr. 12, S. 1, 1791, Gemälde Johann Christian Koppe als Bürgermeister (Schomann).

## Leben
Johann Christian Koppe wurde als Sohn eines namensgleichen Pfarrers geboren. Um 1739 kam er nach Rostock und erwarb dort eine Buchhandlung, die er bis zu seinem Tode führte. In den Jahren zwischen 1747 und 1756 übersetzte er Description de la Chine et de la Tartarie chinoise des französischen Jesuiten Jean-Baptiste Du Halde ins Deutsche.

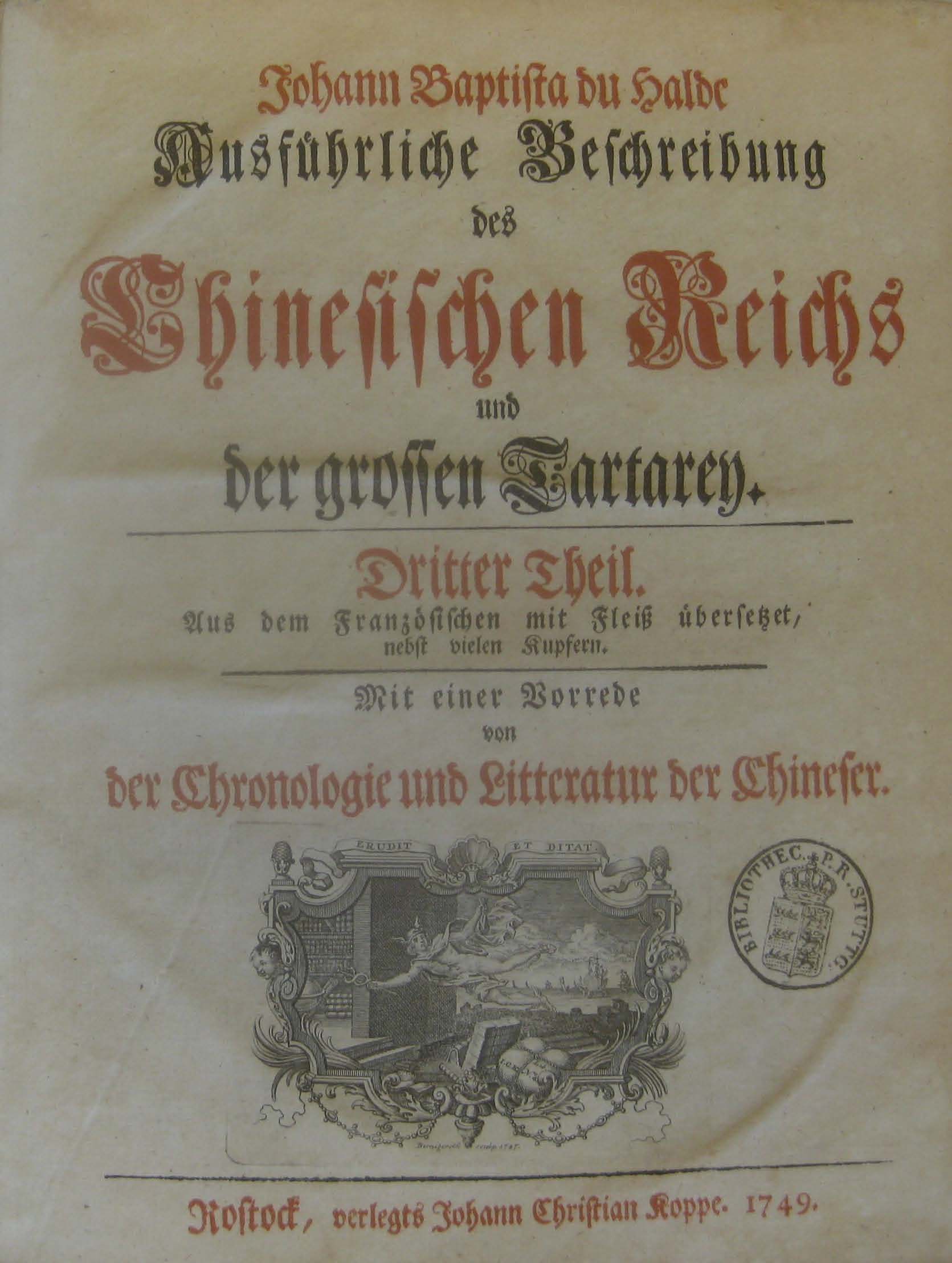
Ausführliche Beschreibung des Chinesischen Reichs und der grossen Tartarey., 1748, Titelbild Band 3

 In 5 Bänden mit mehr als 2.600 Seiten brachte er die damals neuesten Informationen zu China in die Länder des Heiligen Römischen Reichs deutscher Nation. Dies war für ihn ein außerordentlicher finanzieller Kraftakt, so dass er auf das Stechen vieler Bilder und Karten verzichten musste, die in den Ausgaben aus Frankreich, den Niederlanden und Großbritannien vorhanden waren.
Er war seit 1757 Ratsherr und wurde am 7. November 1784 zum Bürgermeister von Rostock gewählt. Bis zu seinem Tod blieb er in diesem Amt.

## Werke
- Ausführliche Beschreibung des Chinesischen Reichs und der grossen Tartarey. Johann Christian Koppe, Rostock 1747–1756, Band 1 1747 (Digitalisat), Band 2 1748 (Digitalisat), Band 3 1749 (Digitalisat), Band 4 1749 (Digitalisat), Band 5 Zusätze 1756 (Digitalisat)